# Atletismo nos Jogos Olímpicos de Verão de 2004
O atletismo nos Jogos Olímpicos de Verão de 2004 foi realizado na cidade de Atenas, na Grécia, entre 18 e 29 de agosto. A maioria das provas se realizaram no Estádio Olímpico de Atenas, com exceção da maratona (percorrida da cidade de Maratona ao Estádio Panathinaiko), da marcha atlética (nas ruas de Atenas) e do arremesso de peso (realizado nas ruínas da cidade histórica de Olímpia). No total, 46 eventos foram realizados, sendo 24 deles masculinos e 22 femininos.

## Medalhistas
Masculino
| Evento                         | Ouro | Prata                                                                                     | Bronze                                                             |
| ------------------------------ | --- | ----------------------------------------------------------------------------------------- | ------------------------------------------------------------------ |
| 100 metros detalhes            | Justin Gatlin USA Estados Unidos                                                                        | Francis Obikwelu POR Portugal                                                             | Maurice Greene USA Estados Unidos                                  |
| 200 metros detalhes            | Shawn Crawford USA Estados Unidos                                                                       | Bernard Williams USA Estados Unidos                                                       | Justin Gatlin USA Estados Unidos                                   |
| 400 metros detalhes            | Jeremy Wariner USA Estados Unidos                                                                       | Otis Harris USA Estados Unidos                                                            | Derrick Brew USA Estados Unidos                                    |
| 800 metros detalhes            | Yuriy Borzakovskiy RUS Rússia                                                                           | Mbulaeni Mulaudzi RSA África do Sul                                                       | Wilson Kipketer DEN Dinamarca                                      |
| 1500 metros detalhes           | Hicham El Guerrouj MAR Marrocos                                                                         | Bernard Lagat KEN Quênia                                                                  | Rui Silva POR Portugal                                             |
| 5000 metros detalhes           | Hicham El Guerrouj MAR Marrocos                                                                         | Kenenisa Bekele ETH Etiópia                                                               | Eliud Kipchoge KEN Quênia                                          |
| 10000 metros detalhes          | Kenenisa Bekele ETH Etiópia                                                                             | Sileshi Sihine ETH Etiópia                                                                | Zersenay Tadese ERI Eritreia                                       |
| 110 m com barreiras detalhes   | Liu Xiang CHN China                                                                                     | Terrence Trammell USA Estados Unidos                                                      | Anier García CUB Cuba                                              |
| 400 m com barreiras detalhes   | Félix Sánchez DOM República Dominicana                                                                  | Danny McFarlane JAM Jamaica                                                               | Naman Keïta FRA França                                             |
| 3000 m com obstáculos detalhes | Ezekiel Kemboi KEN Quênia                                                                               | Brimin Kipruto KEN Quênia                                                                 | Paul Kipsiele Koech KEN Quênia                                     |
| Revezamento 4x100 m detalhes   | Jason Gardener Darren Campbell Marlon Devonish Mark Lewis-Francis GBR Grã-Bretanha                      | Shawn Crawford Justin Gatlin Coby Miller Maurice Greene Darvis Patton* USA Estados Unidos | Olusoji Fasuba Uchenna Emedolu Aaron Egbele Deji Aliu NGR Nigéria  |
| Revezamento 4x400 m detalhes   | Otis Harris Derrick Brew Jeremy Wariner Darold Williamson Andrew Rock* Kelly Willie* USA Estados Unidos | John Steffensen Mark Ormrod Patrick Dwyer Clinton Hill AUS Austrália                      | James Godday Musa Audu Saul Weigopwa Enefiok Udo-Obong NGR Nigéria |
| Maratona detalhes              | Stefano Baldini ITA Itália                                                                              | Mebrahtom Keflezighi USA Estados Unidos                                                   | Vanderlei de Lima BRA Brasil                                       |
| Marcha atlética 20 km detalhes | Ivano Brugnetti ITA Itália                                                                              | Francisco Javier Fernández ESP Espanha                                                    | Nathan Deakes AUS Austrália                                        |
| Marcha atlética 50 km detalhes | Robert Korzeniowski POL Polônia                                                                         | Denis Nizhegorodov RUS Rússia                                                             | Aleksey Voyevodin RUS Rússia                                       |
| Salto em altura detalhes       | Stefan Holm SWE Suécia                                                                                  | Matt Hemingway USA Estados Unidos                                                         | Jaroslav Bába CZE República Checa                                  |
| Salto com vara detalhes        | Timothy Mack USA Estados Unidos                                                                         | Toby Stevenson USA Estados Unidos                                                         | Giuseppe Gibilisco ITA Itália                                      |
| Salto em distância detalhes    | Dwight Phillips USA Estados Unidos                                                                      | John Moffitt USA Estados Unidos                                                           | Joan Lino Martínez ESP Espanha                                     |
| Salto triplo detalhes          | Christian Olsson SWE Suécia                                                                             | Marian Oprea ROU Romênia                                                                  | Danil Burkenya RUS Rússia                                          |
| Arremesso de peso detalhes     | Adam Nelson USA Estados Unidos                                                                          | Joachim Olsen DEN Dinamarca                                                               | Manuel Martínez ESP Espanha                                        |
| Lançamento de dardo detalhes   | Andreas Thorkildsen NOR Noruega                                                                         | Vadims Vasiļevskis LAT Letônia                                                            | Sergey Makarov RUS Rússia                                          |
| Lançamento de disco detalhes   | Virgilijus Alekna LTU Lituânia                                                                          | Zoltán Kővágó HUN Hungria                                                                 | Aleksander Tammert EST Estônia                                     |
| Lançamento de martelo detalhes | Koji Murofushi JPN Japão                                                                                | vago                                                                                      | Eşref Apak TUR Turquia                                             |
| Decatlo detalhes               | Roman Šebrle CZE República Checa                                                                        | Bryan Clay USA Estados Unidos                                                             | Dmitriy Karpov KAZ Cazaquistão                                     |

Feminino
| Evento                         | Ouro | Prata | Bronze                                                                                  |
| ------------------------------ | --- | --- | --------------------------------------------------------------------------------------- |
| 100 metros detalhes            | Yulia Nestsiarenka BLR Bielorrússia                                                                     | Lauryn Williams USA Estados Unidos                                                                             | Veronica Campbell JAM Jamaica                                                           |
| 200 metros detalhes            | Veronica Campbell JAM Jamaica                                                                           | Allyson Felix USA Estados Unidos                                                                               | Debbie Ferguson-McKenzie BAH Bahamas                                                    |
| 400 metros detalhes            | Tonique Williams-Darling BAH Bahamas                                                                    | Ana Guevara MEX México                                                                                         | Natalya Antyukh RUS Rússia                                                              |
| 800 metros detalhes            | Kelly Holmes GBR Grã-Bretanha                                                                           | Hasna Benhassi MAR Marrocos                                                                                    | Jolanda Čeplak SLO Eslovênia                                                            |
| 1500 metros detalhes           | Kelly Holmes GBR Grã-Bretanha                                                                           | Tatyana Tomashova RUS Rússia                                                                                   | Maria Cioncan ROU Romênia                                                               |
| 5000 metros detalhes           | Meseret Defar ETH Etiópia                                                                               | Isabella Ochichi KEN Quênia                                                                                    | Tirunesh Dibaba ETH Etiópia                                                             |
| 10000 metros detalhes          | Xing Huina CHN China                                                                                    | Ejagayehu Dibaba ETH Etiópia                                                                                   | Derartu Tulu ETH Etiópia                                                                |
| 100 m com barreiras detalhes   | Joanna Hayes USA Estados Unidos                                                                         | Olena Krasovska UKR Ucrânia                                                                                    | Melissa Morrison USA Estados Unidos                                                     |
| 400 m com barreiras detalhes   | Fani Halkia GRE Grécia                                                                                  | Ionela Târlea-Manolache ROU Romênia                                                                            | Tetyana Tereshchuk-Antipova UKR Ucrânia                                                 |
| Revezamento 4x100 m detalhes   | Tayna Lawrence Sherone Simpson Aleen Bailey Veronica Campbell Beverly McDonald* JAM Jamaica             | Olga Fyodorova Yuliya Tabakova Irina Khabarova Larisa Kruglova RUS Rússia                                      | Véronique Mang Muriel Hurtis Sylviane Félix Christine Arron FRA França                  |
| Revezamento 4x400 m detalhes   | DeeDee Trotter Monique Henderson Sanya Richards Monique Hennagan Moushaumi Robinson* USA Estados Unidos | Olesya Krasnomovets Natalya Nazarova Olesya Zykina Natalya Antyukh Tatyana Firova* Natalya Ivanova* RUS Rússia | Novlene Williams Michelle Burgher Nadia Davy Sandie Richards Ronetta Smith* JAM Jamaica |
| Maratona detalhes              | Mizuki Noguchi JPN Japão                                                                                | Catherine Ndereba KEN Quênia                                                                                   | Deena Kastor USA Estados Unidos                                                         |
| Marcha atlética 20 km detalhes | Athanasia Tsoumeleka GRE Grécia                                                                         | Olimpiada Ivanova RUS Rússia                                                                                   | Jane Saville AUS Austrália                                                              |
| Salto em altura detalhes       | Yelena Slesarenko RUS Rússia                                                                            | Hestrie Cloete RSA África do Sul                                                                               | Viktoriya Styopina UKR Ucrânia                                                          |
| Salto com vara detalhes        | Yelena Isinbayeva RUS Rússia                                                                            | Svetlana Feofanova RUS Rússia                                                                                  | Anna Rogowska POL Polônia                                                               |
| Salto em distância detalhes    | Tatyana Lebedeva RUS Rússia                                                                             | Irina Simagina RUS Rússia                                                                                      | Tatyana Kotova RUS Rússia                                                               |
| Salto triplo detalhes          | Françoise Mbango Etone CMR Camarões                                                                     | Hrysopiyi Devetzi GRE Grécia                                                                                   | Tatyana Lebedeva RUS Rússia                                                             |
| Arremesso de peso detalhes     | Yumileidi Cumbá CUB Cuba                                                                                | Nadine Kleinert GER Alemanha                                                                                   | vago                                                                                    |
| Lançamento de dardo detalhes   | Osleidys Menéndez CUB Cuba                                                                              | Steffi Nerius GER Alemanha                                                                                     | Mirela Manjani GRE Grécia                                                               |
| Lançamento de disco detalhes   | Natalya Sadova RUS Rússia                                                                               | Anastasia Kelesidou GRE Grécia                                                                                 | Věra Pospíšilová-Cechlová CZE República Checa                                           |
| Lançamento de martelo detalhes | Olga Kuzenkova RUS Rússia                                                                               | Yipsi Moreno CUB Cuba                                                                                          | Yunaika Crawford CUB Cuba                                                               |
| Heptatlo detalhes              | Carolina Klüft SWE Suécia                                                                               | Austra Skujytė LTU Lituânia                                                                                    | Kelly Sotherton GBR Grã-Bretanha                                                        |

* Participaram apenas das eliminatórias, mas receberam medalhas.

## Doping
Em dezembro de 2012 o Comitê Olímpico Internacional cassou as medalhas de quatro atletas por uso de substâncias ilegais. É comum guardar por oito anos as amostras coletadas durante as Olimpíadas, para sempre que métodos mais modernos de análise sejam criados, essas amostras possam ser submetidas a testes mais precisos. Foram desclassificados o ucraniano Yuri Bilonoh (ouro no arremesso de peso), a russa Svetlana Krivelyova (bronze no arremesso de peso) e os bielorrussos Ivan Tsikhan (prata no lançamento de martelo) e Iryna Yatchenko (bronze no arremesso de disco). Um quinto caso de doping ainda está sendo investigado.
No arremesso de peso masculino, a medalha de ouro foi realocada para Adam Nelson, dos Estados Unidos, a de prata para Joachim Olsen, da Dinamarca e o bronze para Manuel Martínez, da Espanha, em março de 2013 de acordo com o Comitê Olímpico Espanhol. A medalha de bronze no arremesso de disco feminino foi atribuída a Věra Pospíšilová-Cechlová, da República Checa, em maio de 2013.

## Quadro de medalhas

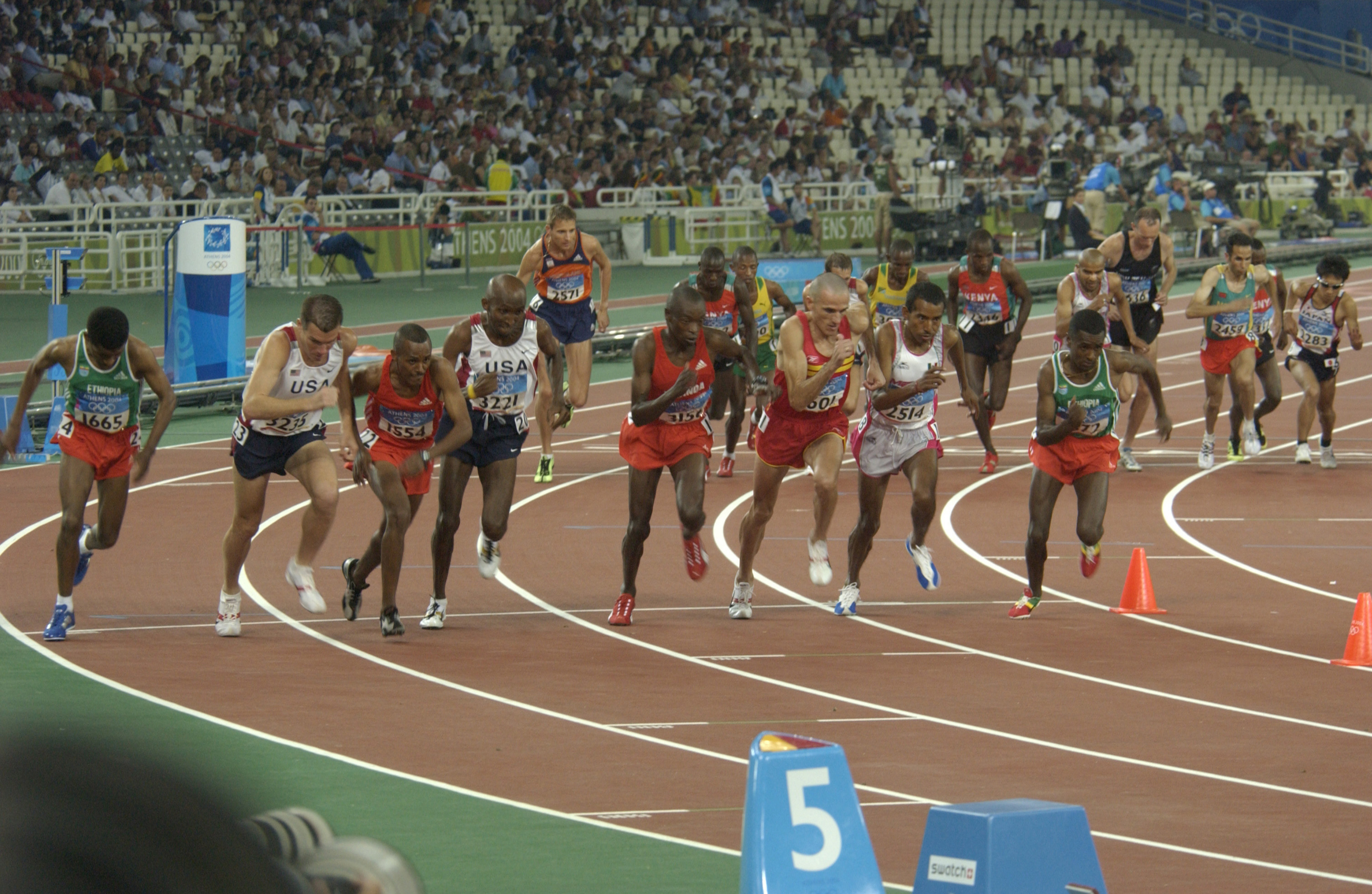
Largada para a final dos 10000 metros para homens em 2004.

| Ordem | País                     | Medalha de ouro | Medalha de prata | Medalha de bronze |     |
| ----- | ------------------------ | --------------- | ---------------- | ----------------- | --- |
| 1     | USA Estados Unidos       | 9               | 11               | 5                 | 25  |
| 2     | RUS Rússia               | 6               | 7                | 6                 | 19  |
| 3     | GBR Grã-Bretanha         | 3               |                  | 1                 | 4   |
| 4     | SWE Suécia               | 3               |                  |                   | 3   |
| 5     | ETH Etiópia              | 2               | 3                | 2                 | 7   |
| 6     | GRE Grécia               | 2               | 2                | 1                 | 5   |
| 7     | CUB Cuba                 | 2               | 1                | 2                 | 5   |
| 7     | JAM Jamaica              | 2               | 1                | 2                 | 5   |
| 9     | MAR Marrocos             | 2               | 1                |                   | 3   |
| 10    | ITA Itália               | 2               |                  | 1                 | 3   |
| 11    | CHN China                | 2               |                  |                   | 2   |
| 11    | JPN Japão                | 2               |                  |                   | 2   |
| 13    | KEN Quênia               | 1               | 4                | 2                 | 7   |
| 14    | LTU Lituânia             | 1               | 1                |                   | 2   |
| 15    | CZE República Checa      | 1               |                  | 2                 | 3   |
| 16    | BAH Bahamas              | 1               |                  | 1                 | 2   |
| 16    | POL Polônia              | 1               |                  | 1                 | 2   |
| 18    | BLR Bielorrússia         | 1               |                  |                   | 1   |
| 18    | CMR Camarões             | 1               |                  |                   | 1   |
| 18    | NOR Noruega              | 1               |                  |                   | 1   |
| 18    | DOM República Dominicana | 1               |                  |                   | 1   |
| 22    | ROU Romênia              |                 | 2                | 1                 | 3   |
| 23    | RSA África do Sul        |                 | 2                |                   | 1   |
| 23    | GER Alemanha             |                 | 2                |                   | 2   |
| 25    | AUS Austrália            |                 | 1                | 2                 | 3   |
| 25    | ESP Espanha              |                 | 1                | 2                 | 3   |
| 25    | UKR Ucrânia              |                 | 1                | 2                 | 3   |
| 28    | DEN Dinamarca            |                 | 1                | 1                 | 2   |
| 28    | POR Portugal             |                 | 1                | 1                 | 2   |
| 30    | HUN Hungria              |                 | 1                |                   | 1   |
| 30    | LAT Letônia              |                 | 1                |                   | 1   |
| 30    | MEX México               |                 | 1                |                   | 1   |
| 33    | FRA França               |                 |                  | 2                 | 2   |
| 33    | NGR Nigéria              |                 |                  | 2                 | 2   |
| 35    | BRA Brasil               |                 |                  | 1                 | 1   |
| 35    | KAZ Cazaquistão          |                 |                  | 1                 | 1   |
| 35    | ERI Eritreia             |                 |                  | 1                 | 1   |
| 35    | SLO Eslovênia            |                 |                  | 1                 | 1   |
| 35    | EST Estônia              |                 |                  | 1                 | 1   |
| 35    | TUR Turquia              |                 |                  | 1                 | 1   |
| TOTAL | TOTAL                    | 46              | 46               | 45                | 137 |